# Мовсес Кертог
Мовсе́с Керто́г, также известный как Мовсе́с Сюнеци́ (арм. Մովսես Քերթող / Սիւնեցի) — армянский богослов и грамматик VII—VIII веков, один из ранних армянских толкователей «Искусства грамматики» Дионисия Фракийского.

## Биография
Дата и место рождения неизвестны. Был епископом Сюника и учителем Степаноса Сюнеци, который стал его преемником на сюнийском престоле. В средневековой армянской литературе его часто путали с Мовсесом Хоренаци. Известен как автор толкования к «Искусству грамматики» Дионисия Фракийского, а также нескольких переводов, богословских трудов и религиозных песен (шараканов).

## Творчество
Взгляды Мовсеса относительно грамматической науки отличаются от взглядов Дионисия Фракийского. В частности, у него рационалистическое восприятие грамматики и других "искусств". 
Источник искусства — разум, гениальная мысль — творец искусства, а искусство — раститель разума.
В фонетике различал звук и букву, считая второе воплощением первого. Звуки делил на два вида — «голоса разумных существ» и «звуки неразумных». Пытался найти количество всех гласных в природе и дать определение, чётко различающее гласные и согласные. Среди частей речи первостепенное место отдавал существительным, считая его более важным, чем глагол. Имеет ряд интересных замечаний относительно падежей, склонений, и т. д..
Среди богословских трудов интерес представляет «Толкование о церковном чине» (арм. Յաղագս կարգաց եկեղեցւոյ). В нём, в частности, содержатся уникальные данные о средневековом армянском музыковедении и церковной музыке. Мовсес пытался обосновать библейскую концепцию происхождения гласов армянской церковной музыки. Возможно, этот труд был частью более объемного произведения.
Современные историки считают Мовсеса Кертога также автором труда «О таинстве Вардавара» (арм. Յաղագս Վարդավառին խորհրդոյ), традиционно приписываемого Мовсесу Хоренаци.

## Память
Армянской апостольской церковью причислен к ряду святых. Память отмечается в октябре, в субботу, за день до пятого воскресенья после праздника Воздвижения Креста Господня.